# Magaliesberg
El Magaliesberg es una cordillera en el noroeste de la provincia de Gauteng, Sudáfrica, extendiéndose desde Pretoria a Pilanesberg (Reserva de fauna Pilanesberg). Su nombre deriva del topónimo montaña de Mogale, que es una deformación de «Magalie».

## Historia

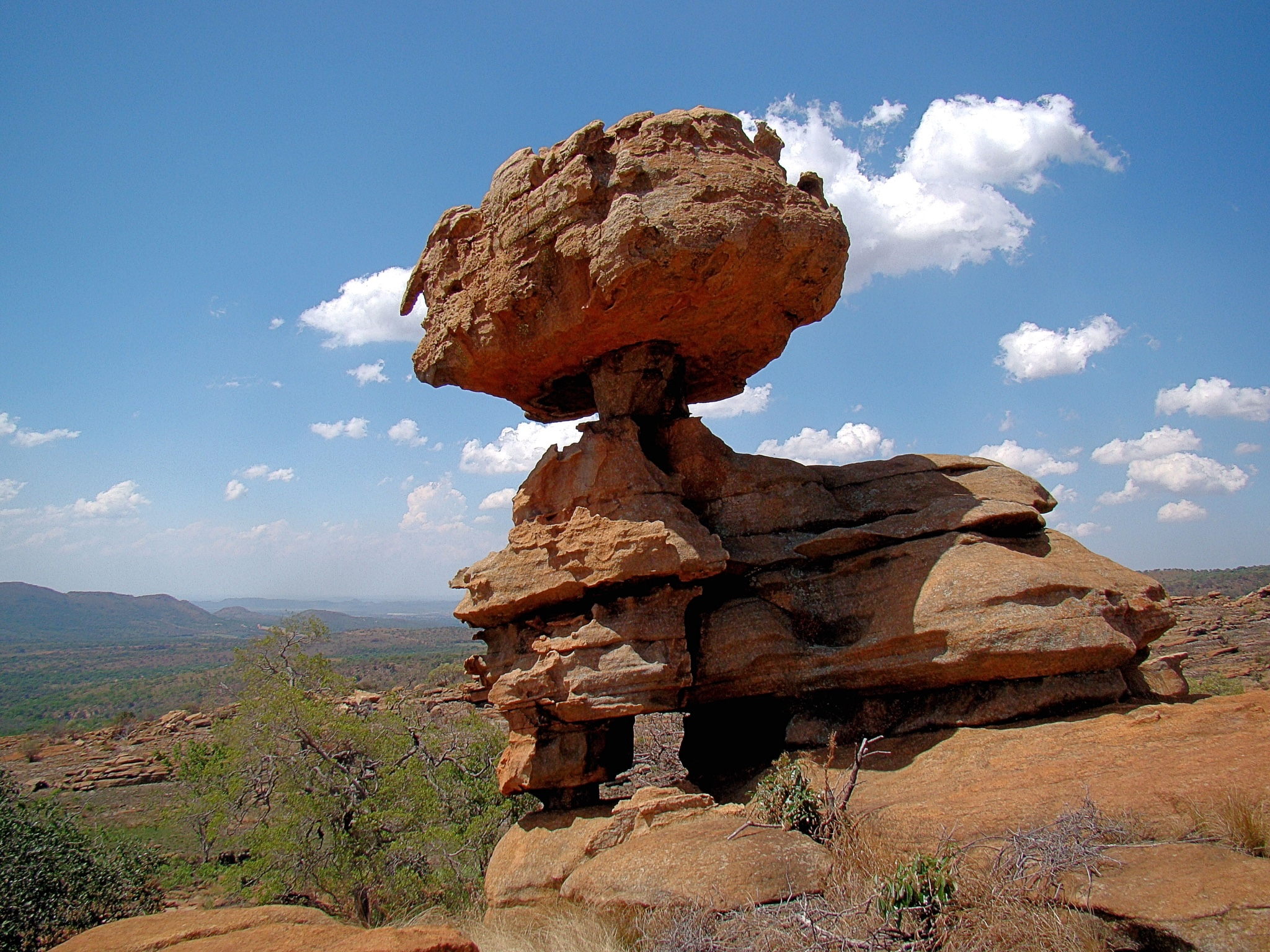
Montañas de Magaliesbeg

La zona en torno a la cordillera Magaliesberg ha visto probablemente la más larga ocupación por humanos que cualquier otro lugar en la tierra. La razón para dicha afirmación es el descubrimiento de vestigios de las primeras especies de homínidos dentro y alrededor de las cuevas de Sterkfontein, que están situadas a unos 20 minutos conduciendo desde la ciudad de Magaliesburg en la Cuna de la Humanidad (the Cradle of Humankind) sitio declarado Patrimonio Mundial por la Unesco en 1999.
Los posteriores habitantes de la cordillera la llamaron las denominaron las montañas Kashan, pero el nombre fue más tarde cambiado a Magaliesberg después del jefe Tswana Magali quién gobernó su tribu al mismo tiempo que los Voortrekkers entraban al área. En el siglo XIX exploradores como David Livingstone y William Cornwallis Harris exploraron la zona e hicieron contacto con algunas de las tribus que vivían allí.
En 1822 Shaka envió a su comandante de mayor confianza, Mzilikazi, a conquistar las tribus Sotho de la región. Después de completar su tarea, Mzilikazi decidió romper con Shaka y fundar su propia nación, los Matabele. Como temía un ataque de Shaka si volvía a casa, decidió establecerse en la región de Magaliesberg.
El 17 de enero de 1837, después que algunos Voortrekkers fueran atacados y asesinados por los impis de Mzilikazi contraatacaron y bajo el liderazgo de Hendrik Potgieter y Gerrit Maritz, condujeron a los Matabeles al norte a través del Río Limpopo. Los Bóeres posteriormente se establecieron en los valles de la cordillera de Magaliesberg y transformaron la región en una de las más productivas tierras de cultivo en Sudáfrica.